# Puser
Puser is een bestuurslaag in het regentschap Serang van de provincie Banten, Indonesië. Puser telt 2237 inwoners (volkstelling 2010).